# Entergalactic (serie de televisión)
Entergalactic es una película animada de Netflix de 2022 basada en el álbum del mismo nombre de Kid Cudi. La animación que se usó para la serie fue bastante similar a la de la película Spider-Man: Un nuevo universo.

## Sinopsis
Jabari, un hombre que se muda a la ciudad de Nueva York, conocerá a su nueva vecina Meadow, con quien entablará un hermoso romance.

## Elenco
- Scott Mescudi como Jabari

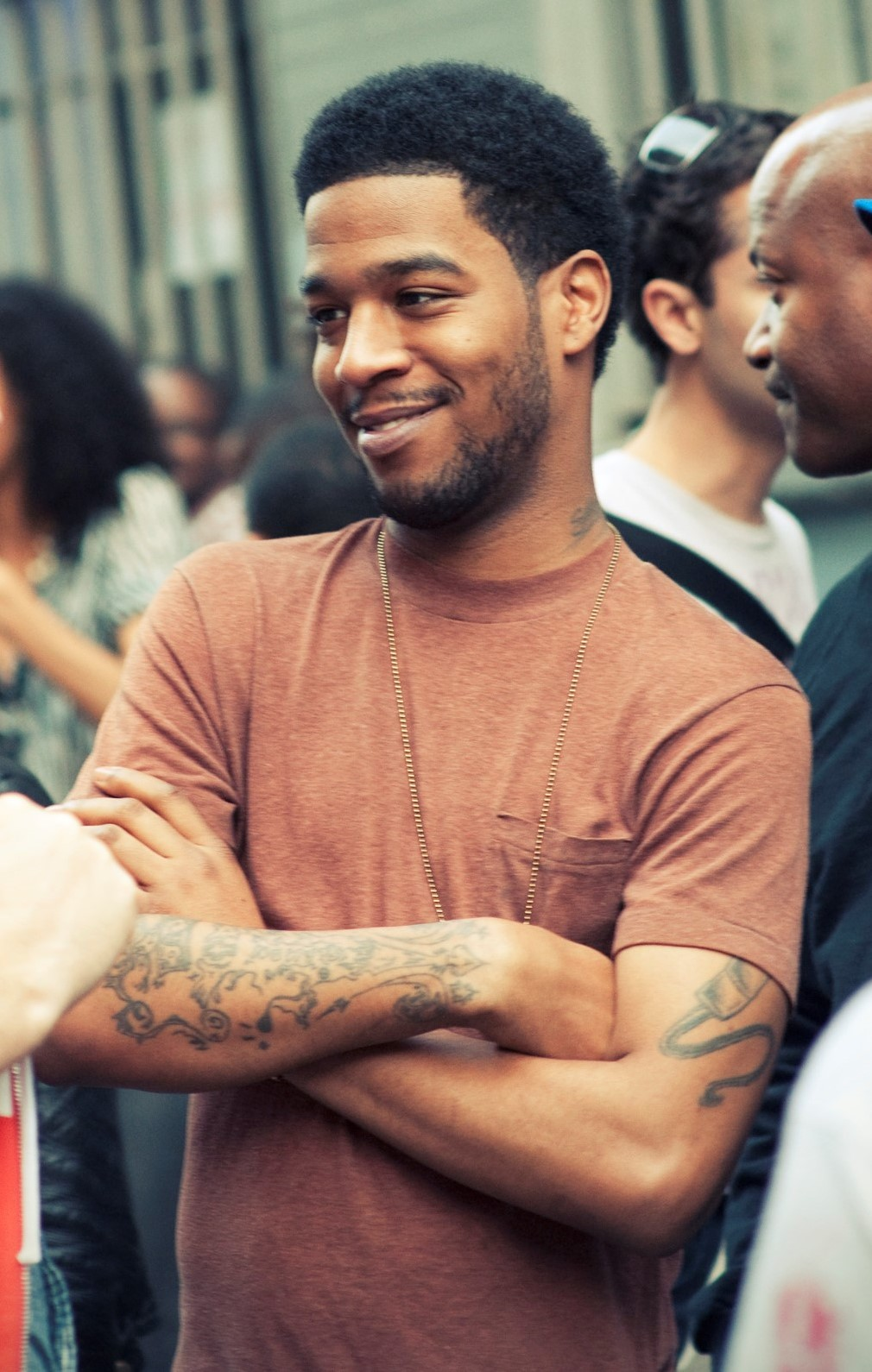
Kid Cudi en 2010.

- Jessica Williams como Meadow Watson, el interés amoroso de Jabari
- Laura Harrier como Carmen, exnovia de Jabari
- Ty Dolla Sign como Ky, amigo de Jabari
- Timothée Chalamet como Jimmy, amigo y traficante de drogas de Jabari.
- Vanessa Hudgens como Karina, la mejor amiga embarazada de Meadow
- Christopher Abbott como Reed, un marchante de arte y amigo de Meadow
- Keith David como Mr. Rager
- Arturo Castro como Len, compañero de trabajo de Jabari
- Jaden Smith como Jordan, un skater local
- 070 Shake como Nadia
- Macaulay Culkin como Downtown Pat
- Maisha Mescudi como Ellie, hermana mayor de Jabari
- Francesca Reale como Sydnie
- Teyana Taylor como instructor de boxeo
- Luis Guzmán como huge mover
- Bill Lobley como Oleg / Neoyorquino / taxista

## Producción

### Desarrollo
El 23 de julio de 2019, Netflix anunció que Kid Cudi e Ian Edelman escribirían y producirían la adaptación de la serie de televisión de música animada para adultos del álbum Entergalactic de Cudi. Cudi había colaborado previamente con el cocreador Edelman en 2010, en la serie de HBO How to Make It in America. Cudi se desempeña como productor ejecutivo junto con Kenya Barris, a través de sus respectivas productoras Mad Solar y Khalabo Ink Society. En septiembre de 2021, Cudi recurrió a Twitter para agradecer al equipo que ayudó a llevar a cabo el proyecto y aseguró a los fanáticos que no se sentirían decepcionados:

Espere hasta que todos escuchen y vean Entergalactic. [No tienes idea. Realmente quiero agradecer a Kenya Barris, Mike Moon, Elizabeth Porter y todo el equipo por creer en mi visión y ayudarme a hacerla realidad. Todo acerca de este espectáculo es el siguiente nivel. Verás [Sic].

### Fundición
El 28 de julio de 2021, Cudi fue elegido para la serie.

## Estreno
El 15 de septiembre de 2021, Cudi reveló que la serie y el álbum se estrenarán en 2022.